# Foul tip
No beisebol, um foul tip é uma bola batida que resvala no bastão e vai às mãos do receptor sendo legalmente pega. Ela não é um foul tip a menos que seja pega e qualquer foul tip pego é um strike, e a bola está em jogo. Ela não é pega se ricocheteia, a menos que tenha tocado primeiro a luva ou mão do receptor.
Esta definição distingue um foul tip de uma bola de falta comum. Muitos torcedores e narradores de jogos erradamente usam o termo “foul tip” para descrever qualquer arremesso no qual o rebatedor dá o swing e faz um leve contato, indiferente se foi pego pelo receptor. Mas como definido nas regras, não é um foul tip se ela primeiro tocar qualquer outro que não a luva ou mão do receptor, ou se não for legalmente pega e mantida pelo receptor. Em tais casos, o arremesso é uma bola de falta, e não um foul tip. Se o arremesso toca o chão antes de chegar ao rebatedor, não pode mais ser legalmente pego e, portanto, não pode ser um foul tip; se o rebatedor então faz o swing e resvala naquela bola com seu bastão, seria uma bola de falta e não um foul tip, mesmo se mantido pelo receptor.
As regras tratam um foul tip como equivalente em todos os aspectos a um arremesso em que o batedor faz o swing e erra. Ele assim diferencia-se de uma bola de falta das seguintes maneiras:
- Ele é sempre um strike, independente da contagem de bolas/strikes do batedor. Se o batedor já tem dois strikes, o foul tip é o terceiro strike e o batedor está eliminado (diferente de uma bola de falta, que não pode ser contada como terceiro strike). Uma vez que, pela definição, o receptor tenha mantido o terceiro strike, o batedor é incondicionalmente eliminado e não pode tentar chegar à primeira base, apesar das circunstâncias.
- A não ser que o foul tip seja o terceiro strike, o batedor não está eliminado como ele seria se uma bola de falta fosse pega (pelo receptor ou qualquer outro defensor). O resvalo de falta simplesmente acrescenta um strike na conta dele.
- A bola continua viva e corredores podem avançar ou ser eliminados por arremesso nas bases, tal como qualquer outro strike que não uma bola de falta.